# Aatos Erkko
Aatos Juho Michel Erkko (né le 16 septembre 1932 à Helsinki et mort le 5 mai 2012 à Helsinki) est un rédacteur en chef,  éditeur  et l'actionnaire principal du  groupe Sanoma,,.
Il est l'une des personnes les plus riches de Finlande,.

## Biographie
Aatos Erkko naît à Helsinki en 1932. 
Son père est l'homme politique et journaliste Eljas Erkko, qui l'a précédé en tant que rédacteur en chef de Helsingin Sanomat, et sa mère est Eugenia Violet Sutcliffe, née en Angleterre.
Son grand-père,  Eero Erkko, était également journaliste, homme politique et le fondateur de Helsingin Sanomat.
En 1952, Aatos Erkko obtient une maîtrise en journalisme du Columbia College de l'Université Columbia  à New York.
Aatos Erkko épouse Jane Airola en 1959, le couple n'aura pas d'enfant,.

## Carrière
Aatos Erkko fait toute sa carrière dans le groupe Sanoma.
Selon lui, Aatos Erkko n'aurait pas voulu travailler dans la presse mais ne pouvait pas s'opposer aux décisions de son père.
En 1953, Aatos Erkko  fait ses débuts en tant que rédacteur en chef de l'hebdomadaire Viikkosanomat.
En 1957, il est élu au conseil d'administration du grouoe Sanoma.
en 1961-1970, il est rédacteur en chef de Helsingin Sanomat et en 1970-1989 éditeur de Ilta-Sanomat.
Entre 1965 et 1976, Aatos Erkko est directeur exécutif de Sanoma et en 1972–1999 il en est le président.
Finalement, Aatos Erkko démissionne du conseil d’administration de Sanoma WSOY le 1er avril 2003.

## Engagements
Lors du référendum finlandais sur l'adhésion à l'Union européenne, Aatos Erkko a placé des annonces en faveur de l'adhésion à l'Union européenne à la une de nombreux journaux. Selon Lauri Helvee, à l'époque rédactrice en chef de Kauppalehti, Aatos Erkko était résolument en faveur de l'adhésion à l'UE et il s'est engagé pour l'adhésion de la Finlande à l'UE par le biais d'une campagne publicitaire.
Parmi les journaux figurent Helsingin Sanomat, Aamulehti, Turun Sanomat, Iltalehti, Ilta-Sanomat et Kauppalehti.

## Prix et récompenses
Les signes de reconnaissance reçus par Aatos Erkko sont:
- Ordre du Faucon, 1978
- Ministre à titre honorifique, 1995
- Ordre de l'Empire britannique, 1997
- Ordre du Lion de Finlande, 1999